# Antherotoma tenuis
Antherotoma tenuis är en tvåhjärtbladig växtart som först beskrevs av Abílio Fernandes och Rosette Mercedes Saraiva Batarda Fernandes, och fick sitt nu gällande namn av Jacq.-fél.. Antherotoma tenuis ingår i släktet Antherotoma och familjen Melastomataceae. Inga underarter finns listade i Catalogue of Life.